# Savo-Karelska avdelningen
Savo-Karelska avdelningen var en studentnation  vid Kejserliga Alexanders-universitetet i Helsingfors som var verksam under åren 1833 till 1905. Nationens traditioner vårdas av  Savolainen osakunta och Karjalainen osakunta vid Helsingfors universitet.

## Historia
Natio Wiburgensis, den Viborgska nationen, nämns för första gången i Åbo akademins konsistorium år 1679. Nationen kunde, efter branden i Åbo 1827, fortsätta sin verksamhet efter att universitetet flyttat till Helsingfors. 1829 byter man namn från den Viborgska nationen till den Viborgska avdelningen eftersom ordet nation associerar till nationellt självstyre. År 1832 avgick nationens inspektor, professorn i kirurgi Nils Abraham af Ursin från sin position. Orsaken till detta var oenigheten med eleverna. Eftersom antalet ledamöter i nationen hade ökat kraftigt under de sista åren, beslutade rektor Erik Melartin att Natio Wiburgensis skulle delas upp i en ny Viborgska avdelningen och Savo-Kareliska avdelningen.

### Avdelningens första tid 1833-1852
Savo-karelerna ärver sina stadgar från den gamla Viborgska avdelningen. Mellan 1833 och 1852 hade avdelningen ett genomsnittligt medlemskap på 72, och vid den tiden var det näst största eller största universitetet på universitetet.
År 1852 befallde kejsaren Nikolaj I att avdelningarna skulle upplösas. Savo-Karelska avdelningen celebrerade sin stängningsceremoni den 9 december 1852 på en restaurang i Kaisaniemi. För första gången framfördes avdelningens sånger "Savolas sång", som Karl Collan hade komponerat de senaste två dagarna.

### Studentfakulteternas tid 1852-1868
När avdelningen officiellt förbjöds fick studenterna vid Helsingfors universitet bara träffas inom studentfakulteten. Emellertid blev avdelningarnas traditioner inte glömda, och efter kejsaren Alexander II tillträtt, vaknade Savo-Karelska avdelningen till ett informellt liv 1857. Avdelningarnas möten hölls växelvis av olika medlemmar och dolda från allmänheten. De informella avdelningarna bildade sin egen tidningar. "Savo-Karjalainen" grundades hösten 1864.

### Avdelningens verksamhet fortsätter från 1868 till 1905
På 1880-talet började avdelningen med gemensamma evenemang ("klubbkvällar"). Den första Kekri- kvällen hölls den 10 oktober 1886, som senare blev avdelningens årsdagsfest.

### Avdelningen delas
Avdelningen delades 1905 i två studentnationer Savolaxiska avdelningen och Karelska avdelningen.

## Inspektorer
- Wilhelm Gabriel Lagus 1833-1845
- Bengt Olof Lille 1845-1852
- August Ahlqvist 1868-1877
- Ernst Gustaf Palmén 1888-1904
- Werner Söderhjelm 1905-1905

## Kända medlemmar
- August Ahlqvist
- Juhani Aho
- Adolf Edvard Arppe
- Fabian Collan
- Pietari Hannikainen
- Ilmari Krohn
- Robert Mauritz von Fieandt
- Herman Kellgren
- K. Kiljander
- K. Sirelius J.
- P. E. Svinhufvud
- K. K. Tigerstedt